# Muonionalusta församling
Muonionalusta församling var en församling i Luleå stift, i Pajala kommun, Norrbottens län. Församlingen uppgick 2006 i Pajala församling.

## Administrativ historik
Församlingen bildades 1854 genom en utbrytning ur Pajala församling och ingick i pastorat med denna till 1962. Från 1962 till 1996 ett eget pastorat, för att från 1996 till 2006 vara återingå i pastorat med Pajala församling. 2006 uppgick församlingen i Pajala församling.

## Areal
Muonionalusta församling omfattade den 1 januari 1976 en areal av 1 373,7 kvadratkilometer, varav 1 338,3 kvadratkilometer land.

## Befolkningsutveckling
| Befolkningsutvecklingen i Muonionalusta församling 1900–2000 | Befolkningsutvecklingen i Muonionalusta församling 1900–2000 | Befolkningsutvecklingen i Muonionalusta församling 1900–2000 | Befolkningsutvecklingen i Muonionalusta församling 1900–2000 | Befolkningsutvecklingen i Muonionalusta församling 1900–2000 |
| --- | ------------------------------------------------------------ | ------------------------------------------------------------ | ------------------------------------------------------------ | ------------------------------------------------------------ |
| |                                                              |                                                              |                                                              |                                                              |
| År |                                                              |                                                              | Folkmängd                                                    |                                                              |
| 1900 | 1900                                                         |                                                              | 559                                                          |                                                              |
| 1910 | 1910                                                         |                                                              | 711                                                          |                                                              |
| 1920 | 1920                                                         |                                                              | 787                                                          |                                                              |
| 1930 | 1930                                                         |                                                              | 923                                                          |                                                              |
| 1935 | 1935                                                         |                                                              | 1 068                                                        |                                                              |
| 1940 | 1940                                                         |                                                              | 1 225                                                        |                                                              |
| 1945 | 1945                                                         |                                                              | 1 323                                                        |                                                              |
| 1950 | 1950                                                         |                                                              | 1 425                                                        |                                                              |
| 1955 | 1955                                                         |                                                              | 1 399                                                        |                                                              |
| 1960 | 1960                                                         |                                                              | 1 351                                                        |                                                              |
| 1965 | 1965                                                         |                                                              | 1 150                                                        |                                                              |
| 1970 | 1970                                                         |                                                              | 876                                                          |                                                              |
| 1975 | 1975                                                         |                                                              | 731                                                          |                                                              |
| 1980 | 1980                                                         |                                                              | 604                                                          |                                                              |
| 1985 | 1985                                                         |                                                              | 598                                                          |                                                              |
| 1990 | 1990                                                         |                                                              | 530                                                          |                                                              |
| 1995 | 1995                                                         |                                                              | 467                                                          |                                                              |
| 2000 | 2000                                                         |                                                              | 406                                                          |                                                              |
| Anm: För åren 1900-1945: befolkning enligt folkräkning 31 december enligt den administrativa indelningen den 1 januari följande år. 1950 avser befolkning enligt folkräkning den 31 december enligt den administrativa indelningen den 1 januari 1952. 1960-1970 avser befolkning enligt folkräkning den 1 november enligt den administrativa indelningen den 1 januari följande år. För åren 1955 samt 1975-2000: befolkning 31 december enligt den administrativa indelningen den 1 januari följande år. |                                                              |                                                              |                                                              |                                                              |

### Språk och etnicitet
Nedanstående siffror är tagna från SCB:s folkräkning 1900 och visar inte medborgarskap utan de som SCB ansåg vara av "finsk, svensk eller lapsk stam".
| Årtal | Svenskar | Finnar | Samer | Totalt |
| ----- | -------- | ------ | ----- | ------ |
| 1900  | 20       | 478    | 61    | 559    |

## Kyrkor
- Muodoslompolo kyrka